# Меморіальна премія Гаррі Ґуда
Меморіа́льна пре́мія Га́ррі Ґу́да (англ. Harry H. Goode Memorial Award) — нагорода від Комп'ютерного товариства Інституту інженерів з електротехніки та електроніки (IEEE).
Нагорода вручається щороку з 1964 року за досягнення в галузі обробки інформації. Премія отримала назву на честь Гаррі Ґуда (1909—1960) американського комп'ютерного та системного інженера, професора Мічиганського університету.
Нагорода включає бронзову медаль та грошову винагороду сума якої станом на 2023 рік становила 2000 доларів США.

## Лауреати
| Рік  | Лауреат                         | Обґрунтування нагороди |
| ---- | ------------------------------- | --- |
| 1964 | Говард Ейкен                    | За оригінальний внесок у розробку автоматичних комп'ютерів, що привів до першого широкомасштабного автоматичного цифрового комп'ютера загального призначення, який коли-небудь був введений в експлуатацію; за постійну роботу в галузі цифрових обчислювальних машин на посаді інженера; а також за знання й натхнення, передані багатьом як учитель Оригінальний текст (англ.) [«For his original contribution to the development of automatic computers that led to the first large-scale, general-purpose, automatic digital computer ever to be put in operation; for his continuous work in the field of digital computers as an engineer; and for the knowledge and inspiration imparted to many as a teacher.»] Помилка: [undefined] Помилка: {{Lang}}: немає тексту (допомога): не вказано код мови (допомога) |
| 1965 | Конрад Цузе                     | За його внесок у автоматичні обчислення та новаторські зусилля в цьому напрямку; за самостійну пропозицію використання двійкової системи та арифметики з плаваючою комою; і за розробку першого в Німеччині комп'ютера з програмним керуванням — одного з найперших у світі Оригінальний текст (англ.) [«For his contributions to, and pioneering efforts in, automatic computing; for independently proposing the use of the binary system and floating-point arithmetic; and for designing the first program-controlled computer in Germany — one of the earliest in the world.»] Помилка: [undefined] Помилка: {{Lang}}: немає тексту (допомога): не вказано код мови (допомога) |
| 1965 | Джордж Роберт Штібіц            | За його внесок у автоматичні обчислення та новаторські зусилля в цьому напрямку; за самостійну пропозицію використання двійкової системи, арифметики з плаваючою комою, індексації пам'яті та роботи з віддаленої консолі; і за проектування першого комп'ютера, керованого операційною програмою Оригінальний текст (англ.) [«For his contributions to, and pioneering efforts in, automatic computing; for independently proposing the use of the binary system, floating-point arithmetic, memory indexing and operation from a remote console; and for designing the first operating program-controlled computer»] Помилка: [undefined] Помилка: {{Lang}}: немає тексту (допомога): не вказано код мови (допомога) |
| 1966 | Джон Моклі                      | За його піонерський внесок у автоматичні обчислення при участі у проектуванні та створенні ENIAC, першого в світі повністю електронного комп'ютера, а також BINAC і UNIVAC, а також за його новаторські зусилля у застосуванні електронних обчислювальних машин для вирішення наукових завдань і проблем бізнесу Оригінальний текст (англ.) [«For his pioneering contributions to automatic computing by participating in the design and construction of the ENIAC, the world's first all-electronic computer, and of the BINAC and the UNIVAC, and for his pioneering efforts in the application of electronic computers to the solution of scientific and business problems.»] Помилка: [undefined] Помилка: {{Lang}}: немає тексту (допомога): не вказано код мови (допомога) |
| 1966 | Джон Преспер Екерт              | За його піонерський внесок у автоматичні обчислення при участі у проектуванні та створенні ENIAC, першого в світі повністю електронного комп'ютера, а також BINAC і UNIVAC, а також за його постійну роботу в розробці електронних обчислювальних систем Оригінальний текст (англ.) [«For his pioneering contributions to automatic computing by participating in the design and construction of the ENIAC, the world's first all-electronic computer, and of the BINAC and the UNIVAC, and for his continuing work in the design of electronic computing systems.»] Помилка: [undefined] Помилка: {{Lang}}: немає тексту (допомога): не вказано код мови (допомога) |
| 1967 | Семюел Натан Александер         | За ефективне новаторство у впровадженні та дослідженні комп'ютерів у федеральному уряді; а також за його постійне лідерство та натхнення для всіх, хто бере участь у впровадженні комп'ютерної технології в державних установах Оригінальний текст (англ.) [«For effective pioneering in the introduction and exploration of computers in the federal government; and for his continuing leadership and inspiration to all involved in the implementation of computer technology within government agencies.»] Помилка: [undefined] Помилка: {{Lang}}: немає тексту (допомога): не вказано код мови (допомога) |
| 1968 | Моріс Вілкс                     | За його численні оригінальні досягнення в галузі комп'ютерів, як у інженерії, так і в програмному забезпеченні, а також за його внесок у розширення діяльності професійних товариств і міжнародне співробітництво між комп'ютерними професіоналами Оригінальний текст (англ.) [«For his many original achievements in the computer field, both in engineering and software, and for his contributions to the growth of professional society activities and to international cooperation among computer professionals.»] Помилка: [undefined] Помилка: {{Lang}}: немає тексту (допомога): не вказано код мови (допомога) |
| 1969 | Олстон Скотт Гаусголдер         | За його імпульс і вплив на інформатику загалом і зокрема за його внесок у методи та техніку отримання чисельних розв'язків дуже складних задач за допомогою цифрових комп'ютерів, а також за його численні публікації, включно з книгами, які надають рекомендації та допомогу працівникам у галузі числового аналізу, а також за його внесок у професійну діяльність і роботу товариства як члена комітету, арбітра, організатор конференцій та президента товариства Оригінальний текст (англ.) [«For his impact and influence on computer science in general and particularly for his contributions to the methods and techniques for obtaining numerical solutions to very large problems through the use of digital computers, and for his many publications, including books, which have provided guidance and help to workers in the field of numerical analysis, and for his contributions to professional activities and societies as committee member, paper referee, conference organizer, and society president.»] Помилка: [undefined] Помилка: {{Lang}}: немає тексту (допомога): не вказано код мови (допомога) |
| 1970 | Ґрейс Гоппер                    | За її новаторську роботу та лідерство в розробці комп'ютерного програмного забезпечення, а також за її вплив на комп'ютерну та суміжні професії, а також за її новаторську роботу та лідерство в розробці важливих концепцій для математики та бізнес-компіляторів, а також за внесок у розвиток і визнання англомовного проблемно-орієнтованого програмування, а також за видатну роботу та постійні зусилля в освіті та підготовці чоловіків і жінок для кар'єри в інформатиці та обробці даних Оригінальний текст (англ.) [«For her pioneering work and leadership in the development of computer software, and for her impact and influence on the computing profession and her fellow colleagues, and for her pioneering work and leadership in the development of important concepts for mathematical and business compilers, and for her contributions to the development and acceptance of English-language, problem-oriented programming, and for her outstanding work and continued efforts in the education and training of men and women for careers in computer science and data processing.»] Помилка: [undefined] Помилка: {{Lang}}: немає тексту (допомога): не вказано код мови (допомога) |
| 1971 | Аллен Ньюелл                    | За його великий внесок у наукове розуміння комп'ютерної професії щодо складних систем обробки інформації в сферах систем комп'ютерного програмування та розуміння процесів людського мислення, а також за новаторську роботу та лідерство в дослідженнях у галузі штучного інтелекту, психології та інформатики, а також за його численні внески в прогресивне цифрове програмування, розробку мов програмування, комп'ютерну архітектуру та його важливий внесок у наукову літературу, а також за його постійне лідерство та видатну роботу в підготовці та навчанні молоді для кар'єри в інформатиці Оригінальний текст (англ.) [«For his major contributions to the computing profession's scientific understanding of complex information processing systems in the areas of computer programming systems and the understanding of human thought processes, and for his pioneering work and leadership in research in artificial intelligence, psychology and computer science, and for his many contributions to advanced digital programming, programming language development, computer architecture, and his important contributions to scientific literature, and for his continued leadership and outstanding work in training and educating young people for careers in computer science.»] Помилка: [undefined] Помилка: {{Lang}}: немає тексту (допомога): не вказано код мови (допомога) |
| 1972 | Сеймур Крей                     | За його внесок у концептуальне та детальне проектування декількох великомасштабних, високошвидкісних цифрових комп'ютерів протягом більш ніж 15 років, а також за його внесок і лідерство в розробці практичних багатопроцесорних систем, що втілюють велику кількість дуже інноваційних комп'ютерних концепцій Оригінальний текст (англ.) [«For his contributions to the conceptual and detailed design of several large-scale, high-speed digital computers over a period of more than 15 years, and for his contributions and leadership in developing practical multiprocessing systems embodying a large number of very innovative computer concepts.»] Помилка: [undefined] Помилка: {{Lang}}: немає тексту (допомога): не вказано код мови (допомога) |
| 1974 | Едсгер Дейкстра                 | За його внесок у науковий підхід до комп'ютерного програмування, його зусилля з утвердження програмування як науки та професії та вдосконалення вищих стандартів і процедур програмування, а також за його досягнення в ранньому створенні компіляторів ALGOL і наступні, варті похвали, прориви в програмуванні Оригінальний текст (англ.) [«For his contributions to the scientific approach to computer programming, his efforts to establish programming as a science and a profession, and the enhancement of higher programming standards and procedures, and for his accomplishments in the early construction of ALGOL compilers and the ensuing programming breakthroughs are to be commended.»] Помилка: [undefined] Помилка: {{Lang}}: немає тексту (допомога): не вказано код мови (допомога) |
| 1975 | Кеннет Айверсон                 | На знак визнання узагальненої нотації, мови програмування APL, яку він задумав і розробив; ефективності комунікацій, які стали результатом використання APL у багатьох різноманітних програмах; та очікуваного впливу APL на теорію та практику мови програмування в майбутньому Оригінальний текст (англ.) [«In recognition of the generalized notation, APL, which he conceived and developed; of the effectiveness in communications which has resulted from the use of APL in many diverse applications; and of the expected impact that APL will have on programming language theory and practice in the future.»] Помилка: [undefined] Помилка: {{Lang}}: немає тексту (допомога): не вказано код мови (допомога) |
| 1976 | Лоуренс Робертс                 | На знак визнання його внеску в архітектурне проектування комп'ютерно-комунікаційних систем, його лідерства у створенні благодатного дослідницького середовища, що призвело до прогресу в техніці комп'ютерного та супутникового зв'язку, його ролі у створенні стандартних міжнародних протоколів і процедур зв'язку, а також його досягнень у розробці та демонстрації технології комутації пакетів та наступних мереж, які виросли в результаті цієї роботи Оригінальний текст (англ.) [«In recognition of his contributions to the architectural design of computer-communication systems, his leadership in creating a fertile research environment leading to advances in computer and satellite communications techniques, his role in the establishment of standard international communication protocols and procedures, and his accomplishments in development and demonstration of packet switching technology and the ensuing networks which grew out of this work.»] Помилка: [undefined] Помилка: {{Lang}}: немає тексту (допомога): не вказано код мови (допомога) |
| 1977 | Джей Форрестер                  | На знак визнання його піонерських досягнень у розробці пам'яті з довільним доступом на магнітних осердях, яка стала стандартним пристроєм пам'яті для цифрових комп'ютерів; за його незліченний внесок у проектування та створення Whirlwind I, одного з перших високошвидкісних цифрових комп'ютерів; за визначні досягнення в розробці методів комп'ютерного моделювання, включаючи його застосування до широкого кола соціальних систем; за його лідерство в розвитку галузі системної динаміки та її застосування в дослідженні альтернативної політики на промисловому, міському, національному та міжнародному рівнях; і за його численні додаткові внески в розвиток обробки інформації, її застосування в соціальних системах і поширення інформації про такі розробки через серію документів і книг Оригінальний текст (англ.) [«In recognition of his pioneering achievements in the development of random-access, coincident-current magnetic core storage, which is now the standard memory device for digital computers; for his innumerable contributions in the design and construction of Whirlwind I, one of the first high-speed digital computers; for his landmark achievements in the development of computer modeling and simulation techniques, including their application to a wide range of social systems; for his leadership in the development of the field of system dynamics and its applications in exploring alternate policies at the industrial, urban, national, and international levels; and for his many additional contributions to the development of information processing, its applications to social systems, and the dissemination of information on such developments through a series of papers and books»] Помилка: [undefined] Помилка: {{Lang}}: немає тексту (допомога): не вказано код мови (допомога) |
| 1978 | Гордон Мур Роберт Нойс          | На знак визнання їх оригінального внеску в технологію напівпровідникових інтегральних схем, їхніх новаторських досягнень у використанні цієї технології для розробки та виробництва мікропроцесорів і багатьох інших компонентів комп'ютерних систем, а також їх видатне лідерство та розуміння інформатики та технологій, що зробили революцію в галузі обробки інформації Оригінальний текст (англ.) [«In recognition of their original contributions to semiconductor integrated circuit technology, their pioneering achievements in using this technology for the development and production of microprocessors and many other computer system components, and their distinguished leadership of and insight in computer science and technology, which have revolutionized the information processing field.»] Помилка: [undefined] Помилка: {{Lang}}: немає тексту (допомога): не вказано код мови (допомога) |
| 1979 | Герман Голдстайн                | На знак визнання його підтримки та великого внеску в розвиток ENIAC; його новаторської роботи з логіки, дизайну та кодування електронних комп'ютерів; його керівної ролі у проектуванні, будівництві та використанні машини IAS у Принстонському інституті перспективних досліджень; його значного внеску у теорію та практику матричних обчислень; його заохочення молодих вчених і математиків досліджувати використання електронних комп'ютерів; та його глибокий аналіз історії обчислювальної техніки Оригінальний текст (англ.) [«In recognition of his support and major contributions to the development of the ENIAC; his pioneering work on the logic, design and coding of electronic computers; his leadership role in the design, construction and use of the IAS machine at the Princeton Institute for Advanced Study; his significant contributions to the theory and practice of matrix computations; his encouragement of young scientists and mathematicians to explore the use of electronic computers; and his penetrating analysis of the history of computing.»] Помилка: [undefined] Помилка: {{Lang}}: немає тексту (допомога): не вказано код мови (допомога) |
| 1980 | Фернандо Корбато                | На знак визнання його внеску та новаторських зусиль у розробці комп'ютерних систем із розподілом часу, за його невтомні зусилля щодо забезпечення напряму всієї концепції розподілу часу, за його лідерство в розробці операційної системи Multics, яка втілює в собі основні концепції, такі як ієрархічна файлова система, розбиття сторінок, сегментація та вдосконалені механізми безпеки та захисту Оригінальний текст (англ.) [«In recognition of his contributions to and pioneering efforts in the development of time-shared computer systems, for his tireless efforts in providing direction for the entire time-sharing concept, for his leadership in the development of the Multics operating system which embodies seminal concepts such as a hierarchical file system, paging, segmentation and advanced security and protection mechanisms.»] Помилка: [undefined] Помилка: {{Lang}}: немає тексту (допомога): не вказано код мови (допомога) |
| 1981 | Тоні Гоар                       | На знак визнання його піонерської роботи у формальній семантиці мов програмування, яка допомагає підтвердити правильність програми, його внесок у застосування формальної дисципліни до процесу розробки програми та його глибоке розуміння процесу проектування мови програмування, яке стало неоціненним для розробників широкого діапазону структурованих мов програмування Оригінальний текст (англ.) [«In recognition of his pioneering work in the formal semantics of programming languages to aid in the proof of correctness of program, his contributions towards applying formal discipline to the program development process, and his deep insight into the process of programming language design which has been invaluable to designers of a wide range of structured programming languages.»] Помилка: [undefined] Помилка: {{Lang}}: немає тексту (допомога): не вказано код мови (допомога) |
| 1982 | Кінг-Сун Фу                     | На знак визнання його внеску в технологію розпізнавання образів та її застосування, а також його лідерства в освіті в галузі обробки інформації Оригінальний текст (англ.) [«In recognition of his contributions in pattern recognition and its applications, and his leadership in education in information processing.»] Помилка: [undefined] Помилка: {{Lang}}: немає тексту (допомога): не вказано код мови (допомога) |
| 1983 | Джин Амдал                      | На знак визнання його видатного внеску в розробку, застосування та виробництво великомасштабних високопродуктивних комп'ютерів Оригінальний текст (англ.) [«In recognition of his outstanding contributions to the design, applications and manufacture of large-scale high-performance computers.»] Помилка: [undefined] Помилка: {{Lang}}: немає тексту (допомога): не вказано код мови (допомога) |
| 1984 | Ральф Гоморі                    | На знак визнання його досягнень у цілочисельному програмуванні та його успішного застосування в технології обробки інформації Оригінальний текст (англ.) [«In recognition of his achievements in integer programming and its successful applications in information processing technology.»] Помилка: [undefined] Помилка: {{Lang}}: немає тексту (допомога): не вказано код мови (допомога) |
| 1985 | Карвер Мід                      | На знак визнання його новаторського внеску у дослідження та освіту в галузі проектування надвеликих інтеграцій (VLSI) Оригінальний текст (англ.) [«In recognition of his pioneering contributions to the research and education of very large scale integration (VLSI) design.»] Помилка: [undefined] Помилка: {{Lang}}: немає тексту (допомога): не вказано код мови (допомога) |
| 1986 | Роберт Елліот Кан               | Відсутнє офіційне обґрунтування |
| 1989 | Фред Брукс                      | За тривалий внесок в освіту з інформатики, інтерактивну тривимірну комп'ютерну графіку, а також в архітектуру апаратного та програмного забезпечення у розробці серії IBM System/360 Оригінальний текст (англ.) [«For lasting contributions to computer science education, 3-D computer graphics interactive, and to hardware and software architecture in the development of the IBM System/360 series.»] Помилка: [undefined] Помилка: {{Lang}}: немає тексту (допомога): не вказано код мови (допомога) |
| 1992 | Едвард Девідсон                 | За основний внесок у розробку, впровадження та оцінку продуктивності високопродуктивних комп'ютерних систем Оригінальний текст (англ.) [«For pivotal seminal contributions to the design, implementation, and performance evaluation of high performance computer systems.»] Помилка: [undefined] Помилка: {{Lang}}: немає тексту (допомога): не вказано код мови (допомога) |
| 1994 | Азріель Розенфельд              | За фундаментальний внесок у галузі розпізнавання образів, обробки зображень і комп'ютерного зору Оригінальний текст (англ.) [«For fundamental contributions to the fields of pattern recognition, image processing, and computer vision.»] Помилка: [undefined] Помилка: {{Lang}}: немає тексту (допомога): не вказано код мови (допомога) |
| 1995 | Майкл Флінн                     | За значний і фундаментальний внесок у проектування та класифікацію архітектури комп'ютераОригінальний текст (англ.) [«For pivitor and seminal contributions to the design and classification of computer architecture.»] Помилка: [undefined] Помилка: {{Lang}}: немає тексту (допомога): не вказано код мови (допомога) |
| 1996 | Леонард Кляйнрок                | За фундаментальний внесок у теорію комутації пакетів і масового обслуговування, двох основних технологій, які привели до появи Інтернету, що надало глобальній спільноті можливість брати участь у світових економічних, політичних і культурних процесах Оригінальний текст (англ.) [«For fundamental contributions to packet switching and queuing theory, two of the principal technologies which led to the Internet, empowering the global community to participate in worldwide economic, political and cultural processes.»] Помилка: [undefined] Помилка: {{Lang}}: немає тексту (допомога): не вказано код мови (допомога) |
| 1997 | Джеймс Торнтон                  | За новаторський внесок і лідерство у високопродуктивних обчисленнях і мережах Оригінальний текст (англ.) [«For pioneering contributions and leadership in high performance computing and networking.»] Помилка: [undefined] Помилка: {{Lang}}: немає тексту (допомога): не вказано код мови (допомога) |
| 1998 | Вішвані Агравал                 | За інноваційні внески в галузі електронного тестування Оригінальний текст (англ.) [«For innovative contributions to the field of electronic testing.»] Помилка: [undefined] Помилка: {{Lang}}: немає тексту (допомога): не вказано код мови (допомога) |
| 1999 | Ахмед Самех                     | За плідну та впливову роботу в галузі паралельних чисельних алгоритмів Оригінальний текст (англ.) [«For seminal and influential work in parallel numerical algorithms.»] Помилка: [undefined] Помилка: {{Lang}}: немає тексту (допомога): не вказано код мови (допомога) |
| 2000 | Джон Іліфф                      | За прижиттєві досягнення в практиці проектування та оцінювання комп'ютерних систем Оригінальний текст (англ.) [«For lifetime achievement in the practice of computer system design and evaluation.»] Помилка: [undefined] Помилка: {{Lang}}: немає тексту (допомога): не вказано код мови (допомога) |
| 2001 | Оскар Ібарра                    | За видатний внесок у сферу обробки інформації, зокрема в розробку та аналіз алгоритмів; теорію обчислень; теорію складності обчислень і паралельні обчислення Оригінальний текст (англ.) [«For outstanding contributions to the information processing field, particularly in the design and analysis of algorithms; theory of computation; computational complexity and parallel computing.»] Помилка: [undefined] Помилка: {{Lang}}: немає тексту (допомога): не вказано код мови (допомога) |
| 2002 | Ієн Акілідз                     | За значний новаторський внесок у передові архітектури та протоколи для бездротових і супутникових мереж Оригінальний текст (англ.) [«For significant and pioneering contributions to advanced architectures and protocols for wireless and satellite networking.»] Помилка: [undefined] Помилка: {{Lang}}: немає тексту (допомога): не вказано код мови (допомога) |
| 2003 | Пітер Чен                       | За значний і новаторський внесок в інженерію даних та програмного забезпечення, зокрема в модель «сутність — зв ' язок (ER-модель) Оригінальний текст (англ.) [«For significant and pioneering contributions to data and software engineering, particularly the in of the Entity-Relationship (ER) model.»] Помилка: [undefined] Помилка: {{Lang}}: немає тексту (допомога): не вказано код мови (допомога) |
| 2004 | Едмунд Кларк                    | За значний і піонерський внесок у формальну перевірку апаратних і програмних систем, а також за глибокий вплив, який ці внески мали на електронну промисловість Оригінальний текст (англ.) [«For significant and pioneering contributions to formal verification of hardware and software systems, and for the profound impact these contributions have had on the electronics industry.»] Помилка: [undefined] Помилка: {{Lang}}: немає тексту (допомога): не вказано код мови (допомога) |
| 2005 | Джон Гопкрофт                   | За фундаментальний внесок у дослідження алгоритмів та їх застосування в обробці інформації Оригінальний текст (англ.) [«For fundamental contributions to the study of algorithms and their applications in information processing.»] Помилка: [undefined] Помилка: {{Lang}}: немає тексту (допомога): не вказано код мови (допомога) |
| 2006 | Алан Джей Сміт                  | За лідерство у вимірюванні та оцінці продуктивності систем кеш-пам'яті та пам'яті Оригінальний текст (англ.) [«For leadership in the measurement and evaluation of cache and memory system performance.»] Помилка: [undefined] Помилка: {{Lang}}: немає тексту (допомога): не вказано код мови (допомога) |
| 2007 | Гай Стіл                        | За інновації та лідерство у визначенні, проектуванні та стандартизації комп'ютерних мов і креативність у розробці мов і алгоритмів для паралельних і високопродуктивних обчислень Оригінальний текст (англ.) [«For innovation and leadershop in the definition, design and standardization of computer languages and creativity in the design of languages and algorithms for parallel and high performance computing.»] Помилка: [undefined] Помилка: {{Lang}}: немає тексту (допомога): не вказано код мови (допомога) |
| 2008 | Дхарма Агравал                  | За видатний внесок і лідерство в бездротових і мобільних системах, включаючи спеціальні, сенсорні та сотові мережі Оригінальний текст (англ.) [«For outstanding contributions and leadership in wireless and mobile systems, including ad-hoc, sensor, and mesh networks.»] Помилка: [undefined] Помилка: {{Lang}}: немає тексту (допомога): не вказано код мови (допомога) |
| 2009 | Матео Валеро                    | На знак визнання видатного внеску у розвиток векторних, позачергових, багатопотокових та VLIW процесорних архітектур Оригінальний текст (англ.) [«In recognition of seminal contribution to vector, out-of-order, multithreaded, and VLIW processor architectures.»] Помилка: [undefined] Помилка: {{Lang}}: немає тексту (допомога): не вказано код мови (допомога) |
| 2011 | Моше Варді                      | За фундаментальний і тривалий внесок у розвиток логіки як єдиної фундаментальної основи та інструменту для моделювання обчислювальних систем Оригінальний текст (англ.) [«For fundamental and lasting contributions to the development of logic as a unifying foundational framework and a tool for modeling computational systems.»] Помилка: [undefined] Помилка: {{Lang}}: немає тексту (допомога): не вказано код мови (допомога) |
| 2012 | Arvind                          | За фундаментальний внесок у дослідження потокових обчислень, моделей пам'яті та протоколів когерентності кешу Оригінальний текст (англ.) [«For fundamental contributions to research in dataflow computing, memory models, and cache coherence protocols.»] Помилка: [undefined] Помилка: {{Lang}}: немає тексту (допомога): не вказано код мови (допомога) |
| 2013 | Єль Патт                        | За майже півстоліття значного внеску в обробку інформації, включаючи розуміння мікроархітектури, унікальний підручник та наставництво майбутніх лідерів Оригінальний текст (англ.) [«For nearly half a century of significant contributions to information processing, including microarchitecture insights, a breakaway textbook, and mentoring future leaders.»] Помилка: [undefined] Помилка: {{Lang}}: немає тексту (допомога): не вказано код мови (допомога) |
| 2014 | Norman Jouppi                   | За постійний внесок, який сформував і кумулятивно змінив сферу комп'ютерної архітектури з акцентом на високопродуктивних мікропроцесорах Оригінальний текст (англ.) [«For sustained contributions that have shaped and cumulatively altered the field of computer architecture with emphasis on high-performance microprocessors.»] Помилка: [undefined] Помилка: {{Lang}}: немає тексту (допомога): не вказано код мови (допомога) |
| 2015 | Девід Падуа (англ. David Padua) | За фундаментальний і тривалий внесок у паралельні компілятори, мови та інструменти Оригінальний текст (англ.) [«For basic and lasting contributions to parallel compilers, languages and tools.»] Помилка: [undefined] Помилка: {{Lang}}: немає тексту (допомога): не вказано код мови (допомога) |
| 2016 | Джовані Де Мікелі               | За фундаментальний внесок у проектування та інструменти для проектування мереж на мікросхемах Оригінальний текст (англ.) [«For seminal contributions to design and design tools for networks on chips.»] Помилка: [undefined] Помилка: {{Lang}}: немає тексту (допомога): не вказано код мови (допомога) |
| 2017 | K. Mani Chandy Jayadev Misra    | За фундаментальний внесок у розподілене та паралельне програмування, включаючи розробку UNITY-формалізму Оригінальний текст (англ.) [«For seminal contributions to distributed and parallel programming, including the development of the UNITY formalism.»] Помилка: [undefined] Помилка: {{Lang}}: немає тексту (допомога): не вказано код мови (допомога) |
| 2018 | Кунле Олукотун                  | За фундаментальні та постійні зусилля зі створення та використання чіп-мультипроцесорів Оригінальний текст (англ.) [«For fundamental and sustained effort to create and leverage chip‐multiprocessors.»] Помилка: [undefined] Помилка: {{Lang}}: немає тексту (допомога): не вказано код мови (допомога) |
| 2019 | Мерлін Вольф                    | За внесок у вбудовані, програмно-апаратні системи кодування та системи комп'ютерного зору, що працюють у реальному часі Оригінальний текст (англ.) [«For contributions to embedded, hardware-software codesign, and real-time computer vision systems.»] Помилка: [undefined] Помилка: {{Lang}}: немає тексту (допомога): не вказано код мови (допомога) |
| 2020 | Іан Фостер Карл Кессельман      | За постійний внесок на найвищому рівні у високопродуктивні обчислення та розподілені системи Оригінальний текст (англ.) [«For sustained contributions to high-performance computing and distributed systems at the highest level.»] Помилка: [undefined] Помилка: {{Lang}}: немає тексту (допомога): не вказано код мови (допомога) |
| 2021 | Хосеп Торреллас                 | За внесок у енергоефективну та програмовану багатопроцесорну архітектуру зі спільною пам'яттю Оригінальний текст (англ.) [«For contributions to energy efficient and programmable shared-memory multiprocessor architectures.»] Помилка: [undefined] Помилка: {{Lang}}: немає тексту (допомога): не вказано код мови (допомога) |
| 2022 | Субхашиш Мітра                  | За постійний внесок у розробку та тестування обчислювальних систем у відомих і нових технологіях Оригінальний текст (англ.) [«For sustained contributions to design and test of computing systems in established and emerging technologies.»] Помилка: [undefined] Помилка: {{Lang}}: немає тексту (допомога): не вказано код мови (допомога) |
| 2023 | Хосе Гарсія-Луна-Асевес         | За значний і новаторський внесок у алгоритми, протоколи та архітектури для маршрутизації в комп'ютерних мережах та Інтернеті Оригінальний текст (англ.) [«For significant and pioneering contributions to algorithms, protocols and architectures for routing in computer networks and the Internet.»] Помилка: [undefined] Помилка: {{Lang}}: немає тексту (допомога): не вказано код мови (допомога) |